# 宮崎日産自動車
宮崎日産自動車株式会社（みやざきにっさんじどうしゃ）は、宮崎県宮崎市に本社を置く、日産自動車の販売会社である。

## 沿革
- 1946年11月20日 - 設立。
- 2002年7月1日 - 宮崎日産自動車株式会社設立。
- 2013年2月1日 - 地元で電気工事業を手がける株式会社九南が全株を取得。

## 宮崎県内の他日産車販売店
- 日産サティオ宮崎 - 2019年7月、当社と同じく株式会社九南の傘下に入った。

## 事業所
- 花ヶ島カーセンター - 宮崎市花ヶ島町屋形町1180
- 宮崎店 - 宮崎市花ヶ島町屋形町1179番地
- 佐土原店 - 宮崎市佐土原町下那珂片瀬原3340-47
- 大塚カーセンター - 宮崎市大塚町時宗1726
- 大塚店 - 宮崎市大塚町時宗1726
- 清武店 - 宮崎市清武町加納甲3147-3
- 特販部 - 宮崎市花ヶ島町屋形町1179番地
- 都城カーセンター - 都城市吉尾町857
- 都城店 - 都城市吉尾町57
- 延岡カーセンター - 延岡市平原町5丁目1490-1
- 延岡店 - 延岡市平原町5丁目1505-15
- 日南店 - 日南市上平野1丁目3-8
- 小林店 - 小林市堤字丸岡2768-14
- 日向店 - 日向市平岩字赤岩8529-1
- 高鍋店 - 児湯郡高鍋町大字北高鍋頭無井手2836